# 1-я автомобильная пулемётная рота

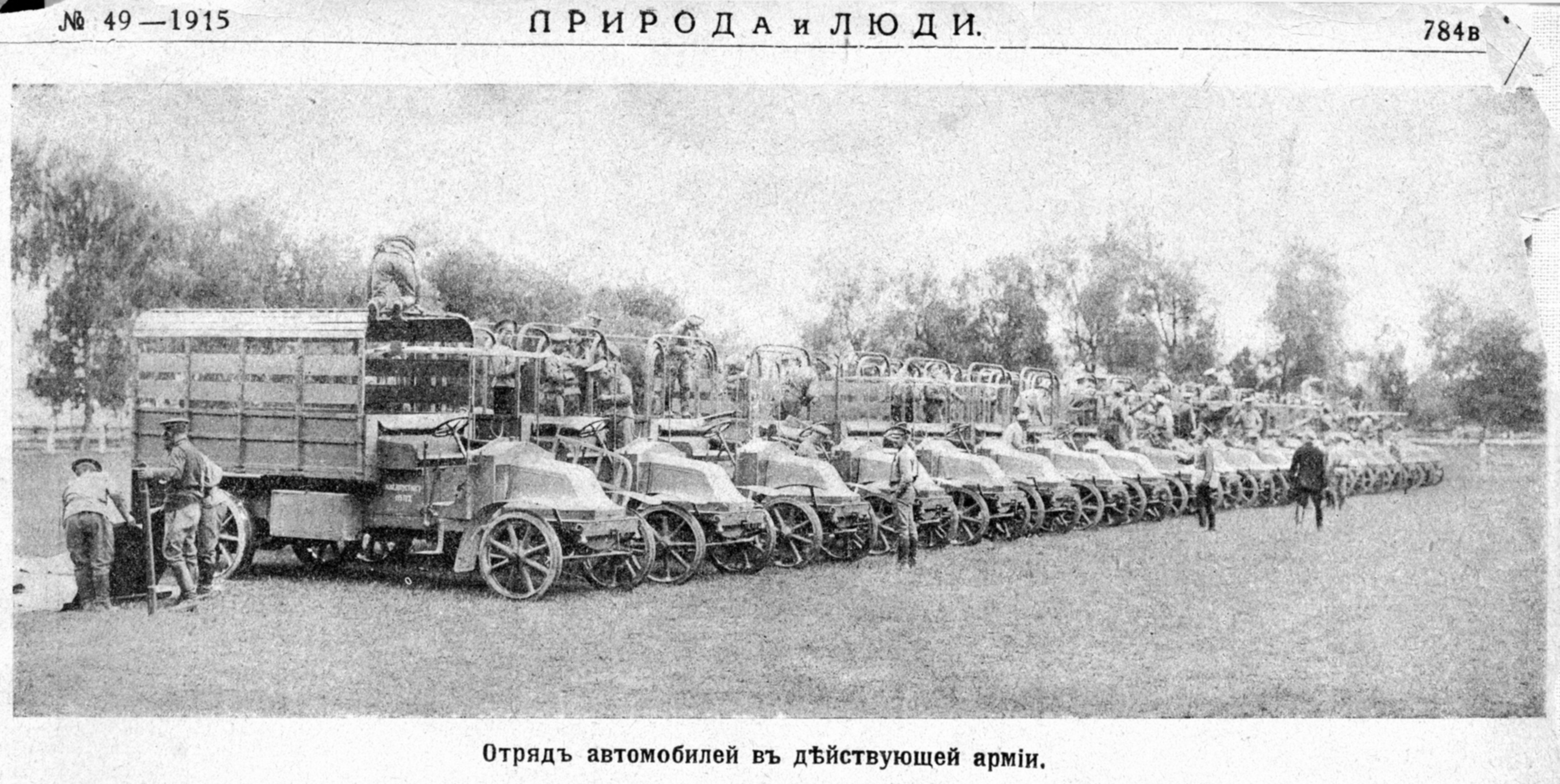
Отряд автомобилей в действующей русской армии, журнал «Природа и люди», № 49 — 1915 год.

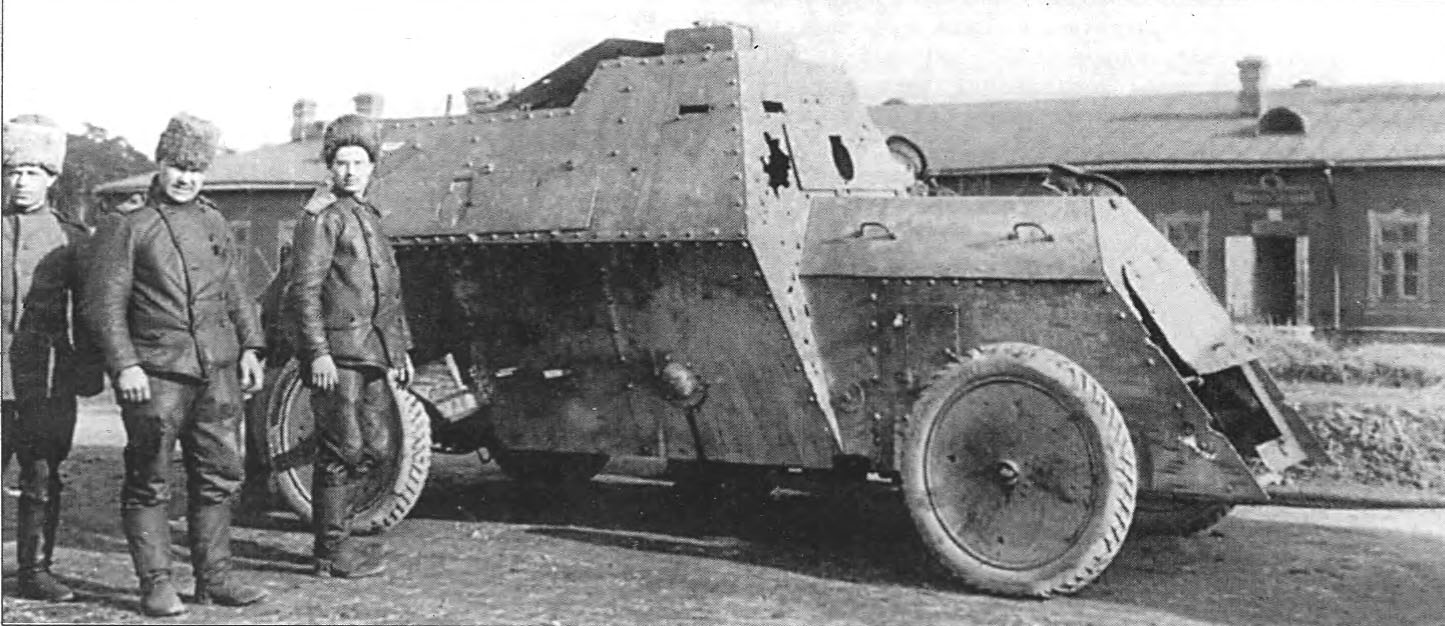
Броневой автомобиль «Руссо-Балт тип С» № 7 1-й автопулемётной роты, повреждённый в бою под Добржанково, 12 февраля 1915 года, на этой боевой машине был убит штабс-капитан П. В. Гурдов.

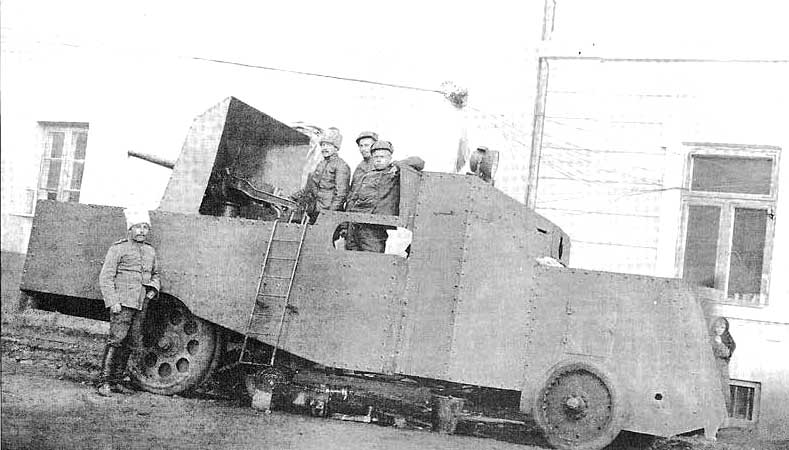
Артиллерийский броневой автомобиль «Маннесманн-Мулаг» из состава 4-го взвода 1-й автомобильной пулемётной роты ВС России на улице города Лодзь, ноябрь 1914 года.

1-я автомобильная пулемётная рота — формирование броневых сил (воинская часть), первая броневая автомобильная рота Русской императорской армии ВС Российской империи и первая броневая (механизированная, автобронетанковая) часть в мире, сформированная 19 августа 1914 года, как первое подразделения нового рода войск.
С формированием роты «было положено начало существования блиндированных автомобилей…» в русской армии. Рота принимала активное участие в боях на различных фронтах Первой мировой войны. Позднее, с сентября 1916 года — 1-й броневой дивизион. Расформирован в конце 1917 года.

## Предпосылки возникновения
Есть ли что-либо невозможное, например, в том, что автомобили не только вполне заменят повозки в обозах, но проберутся даже в полевую артиллерию; вместо полевых орудий с конскою упряжью войдут в состязание на поле сражения подвижные бронированные батареи, и битва сухопутная уподобится битве морской.— Д. Милютин
К концу первого десятилетия XX века стало ясно, что проблема автомобилизации (моторизации) Русской императорской армии тяжела, носит системный, комплексный характер и требует такого же системного решения. Причинами неразвитости отечественной автомобильной промышленности, безусловно, были как объективные, так и многочисленные субъективные.
Заметим, попытки моторизации и механизации армии и флота во всех государствах были робкими. Высокопоставленные военные не очень доверяли новой технике, традиционно полагаясь на железнодорожный и гужевой транспорт. В то же время тяжёлый для государства период экономического кризиса и народных волнений 1906—1907 годов требовал расходов для других важных задач. Впрочем, «…Военное управление внимательно следило за развитием этого дела за границей, ❬…❭ для того, чтобы не быть в этом вопросе совершенно неосведомлённым, производились испытания некоторых типов механических двигателей, применение которых к военным целям, казалось, обещало принести скорую пользу и вместе с тем опыты с которыми не вызывали бы больших расходов».
Так, с 1906 года в Российской империи проводилась непродуктивная таможенная политика, при которой ввоз комплектующих и агрегатов автомобилей, а также станков для их изготовления облагался непомерно высокими пошлинами. Такое положение, по замыслу законодателей, должно было способствовать развитию отечественного машиностроения. Но при этом ввоз готовых автомобилей был относительно недорог.
Следствием этого стало широкое распространение иностранных, в первую очередь немецких, автомобилей при одновременном сокращении выпуска отечественных автомобилей. В результате в начале Первой мировой войны ситуация с автомобильным транспортом стала критической: отсутствие запасных частей к автомобилям не позволяло эффективно использовать их в войсках и силах. В тяжёлые военные годы Россия была вынуждена практически полностью заменить автопарк.
Однако, именно Русская армия всячески содействовала развитию отечественной автомобильной промышленности, постоянно размещая заказы на автомобильную технику на отечественных предприятиях. На первый план вышла неспособность российской промышленности в полном объёме обеспечить запросы армии, низкий технологический уровень предприятий.
Дело войсковой моторизации сдвинулось с мёртвой точки с началом реорганизации Русской императорской армии. В 1909 году по распоряжению военного министра В. А. Сухомлинова в Отделе военных сообщений Главного управления Генерального штаба создано Автомобильное отделение, на которое была возложена функция снабжения автомобильной техникой и имуществом. На основе автомобильных команд железнодорожных батальонов началось формирование восьми автомобильных рот, создаются автомобильные команды для подвоза боеприпасов. В бюджете на 1910 год казна ассигновала 245 000 рублей для снабжения войск автомобилями, затем дополнительно было отпущено ещё 14 000 рублей. Организовывались крупнейшие автомобильные и пропагандистские мероприятия (испытательные автопробеги, выставки). Так, с 15 по 27 мая 1910 года в Санкт-Петербурге под пристальным вниманием Военного министерства и автомобильных кругов русского общества была проведена III Международная автомобильная выставка, на которой впервые принял участие новый российский производитель — Акционерное общество Русско-Балтийского вагонного завода, сыгравшего впоследствии существенную роль в деле моторизации Русской армии и флота.
Наконец, был подписан приказ по Военному ведомству на основании Высочайшего соизволения от 16 мая (29 мая по новому стилю) 1910 года о формировании 1-й учебной автомобильной роты (по прошествии двух лет переименована в военно-автомобильную роту). По существу, это был первый испытательный, исследовательский и учебный автомобильный центр. Возглавил роту незаурядный человек капитан Пётр Иванович Секретев, сыгравший впоследствии большую роль в формировании 1-й автомобильной пулемётной роты.
В июле 1911 года учебной автомобильной ротой был успешно проведён испытательный пробег военных грузовых автомобилей. Испытывалась не только пригодность машин к военной службе, но и выносливость отдельных узлов и агрегатов. По инициативе Секретева осенью 1912 года был проведён второй пробег грузовых автомобилей. Был получен бесценный опыт обращения с техникой производства лучших автомобильных фирм мира. По результатам обоих пробегов была проведена «заготовка» автомобилей для Военного ведомства. Комиссия приобрела 354 грузовых и 42 легковых автомобиля. Эти автомобили были распределены во вновь сформированные автомобильные роты при железнодорожных батальонах.
Таким образом, пробеги и манёвры 1911—1912 годов дали богатый опыт в деле моторизации армии и позволили военному руководству сформулировать чёткие представления об областях использования, номенклатуре, типажах и количествах автомобилей, необходимых Военному ведомству. Стало очевидно, что армии нужны не только универсальные автомобили, но и узко специализированные.
Войсковая практика использования нового рода войск требовала соответствующей теории и нормативного регулирования. Так, создателем теории автотехнического обеспечения и разработчиком основ боевого использования автомобилей можно признать экстраординарного профессора Николаевской академии Генерального штаба В. Г. Болдырева, который в 1911—1912 годах разработал и прочитал слушателям академии курс лекций «Автомобиль и его тактическое применение». Важнейший вклад в становление военного автомобильного дела внёс капитан В. О. Каппель. Его работу «Служба автомобиля в армии. Главнейшие основания организации автомобильных войск» принимали упомянутый полковник В. Г. Болдырев и заведующий обучающимися в академии офицерами полковник Владимир Александрович Златолинский, также оставивший свой яркий след в истории военного автомобилизма. Ещё в 1911 году В. А. Златолинский выпустил фундаментальную работу «Автомобиль и прочие виды механической тяги в применении к военным целям», где рассмотрел перспективы применения автомобилей не только как транспортного средства и как средства подвижности различного вооружения, но и как боевой машины, которую он назвал «боевой повозкой на поле сражения» или «панцирным автомобилем».
Распределение относительно небольшого числа военных автомобилей происходило уже на тот момент в рамках специализации. Автомобильная техника находилась не только в автомобильных частях, но и также в составе других войск. Развивающаяся автомобильная промышленность требовала самого пристального внимания.

## История
Уже через несколько дней после начала войны, 17 августа 1914 года, военный министр В. А. Сухомлинов предложил полковнику лейб-гвардии Егерского полка Александру Николаевичу Добржанскому сформировать «бронированную пулемётную автомобильную батарею», а уже 19 августа резолюцией военного министра было «положено начало существования блиндированных автомобилей и формированию 1-й пулемётной автомобильной роты». 22 сентября 1914 года её командиром был назначен А. Н. Добржанский.
Формирование 1-й автопулёметной роты проходило быстро, всего за полтора месяца. Его обеспечивала военно-автомобильная рота полковника Секретева. Броневые машины роты были изготовлены в кратчайший срок Ижорским заводом в Колпино. Эскизы машин выполнил сам полковник Добржанский по проекту инженера-механика А. Я. Грауэна. Это были машины «Руссо-Балт тип С» на шасси отечественных легковых автомобилей Руссо-Балт модели «С 24/40», вооружённых тремя 7,62-мм пулемётами «Максим», один тяжёлый пушечный бронеавтомобиль «Маннесманн-Мулаг» (на шасси 4-тонного немецкого грузовика), вооружённый французской 47-мм морской пушкой «Гочкисс» и двумя пулемётами, а также два 3-тонных грузовика — немецкий «Бенц» и английский «Олдайс» — вооружённых 37-мм автоматическими пушками Максима-Норденфельта, но не забронированных из-за недостатка времени.
Вскоре после формирования Император провёл первый смотр первой броневой части. В личном дневнике Николая II записано: 

14-го октября. Вторник. Шёл мокрый снег. В 11 час. на Дворцовой площадке мне представилась только что сформированная автомобильная рота с 47-мм пушками и пулемётами со стальными щитами. Она уходит в поход.

## Структура
- Штаб;
- 4 взвода бронеавтомобилей (по 2 пулемётных и 1 пушечной машине; состав см. в таблице ниже);
- Части обеспечения (включали семнадцать легковых и семь грузовых (из них два использовались как боевые машины) автомобилей, а также один санитарный автомобиль (мобильный лазарет), один автомобиль-прожектор и четырнадцать мотоциклов).

| Состав и материальная часть 1-й автомобильной пулемётной роты (отправлены на фронт 19 сентября 1914 года)                                                                                   |                                                          |                                 |                 |             |            |                                                        |                       |
| Номер взвода | Тип машины*                                              | Название или номер              | Номер двигателя | Номер шасси | Подчинение | Командир взвода                                        | Офицеры               |
| 1-й | «Руссо-Балт тип С» «Руссо-Балт тип С» «Маннесманн-Мулаг» | № 1 № 2 № 10                    | 530 534 2003    | 1530 1534 ? | 2-я армия  | штабс-капитан Б. Л. Подгурский                         | —                     |
| 2-й | «Руссо-Балт тип С» «Руссо-Балт тип С» «Паккард»**        | № 3 № 4 № 20 («Капитан Гурдов») | 532 538 ?       | 1532 1538 ? | 2-я армия  | штабс-капитан Б. А. Шулькевич                          | подпоручик Душкин     |
| 3-й | «Руссо-Балт тип С» «Руссо-Балт тип С» «Паккард»**        | № 5 № 6 № 30                    | 534 535 ?       | 1534 1535 ? | 2-я армия  | штабс-капитан С. А. Дейбель                            | подпоручик Сливовский |
| 4-й | «Руссо-Балт тип С» «Руссо-Балт тип С» «Маннесманн-Мулаг» | № 7 № 8 № 40                    | 539 ? 1878      | 539 ? ?     | 2-я армия  | штабс-капитан П. В. Гурдов†; поручик А. И. Вачнадзе*** | —                     |
| * Изначально пушечные бронеавтомобили входили в состав отдельного пушечного взвода, однако вскоре были переданы в состав линейных взводов. ** С марта 1915 года. *** С 20 февраля 1915 года |                                                          |                                 |                 |             |            |                                                        |                       |

## Боевой путь

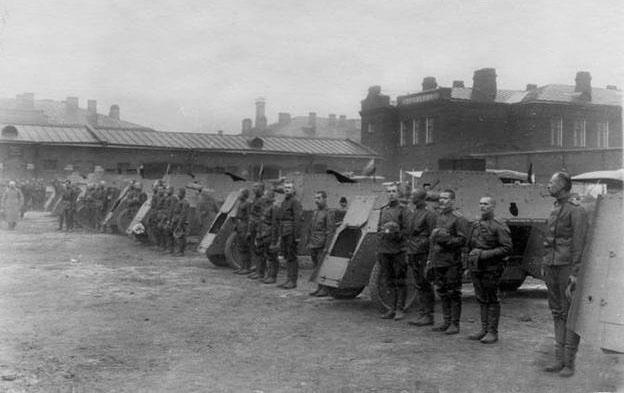
Торжественный смотр 1-й автомобильной пулемётной роты перед отправкой на фронт. Петроград, Семёновский плац, 19 октября 1914 года.

19 октября 1914 года рота отправилась на фронт и была передана в оперативное подчинение штаба 2-й армии. Боевое крещение роты прошло в боях под Лодзью 9—10 ноября 1914 года в составе Ловичского отряда генерал-лейтенанта В. А. Слюсаренко. Эффект первого боевого применения новой броневой части был ошеломляющим. 10 ноября шесть пулемётных бронеавтомобиля под командованием штабс-капитана Б. А. Шулькевича прорвалась через занятый противником город Стрыков, а два пушечных автомобиля поддержали огнём наступление 9-го и 12-го Туркестанских стрелковых полков. Немцы, попав между двух огней, были выбиты из города, понеся крупные потери. За этот бой Шулькевич был награждён мечами и бантом к ордену Святого Станислава III степени.
Примеров боевой доблести солдат и офицеров 1-й автомобильной пулемётной роты в первых боях великое множество. Так, 20—21 ноября 1914 года за легендарный бой у Пабьянице штабс-капитан П. В. Гурдов был награждён Орденом Святого Георгия IV-й степени «за то, что в боях под п. Пабьянице 20 и 21 ноября 1914 года с 4 бронеавтомобилями выдвинулся вперёд по шоссе Ласк без прикрытия и, приблизившись на 150 шагов к наступающей колонне противника, нанёс ей большой урон и привёл её в полное расстройство, продолжая действовать несмотря на то, что штабс-капитан Гурдов и все пулемётчики были ранены, причём все автомобили, хотя и повреждены, были вывезены из боя», став первым Георгиевским кавалером в роте. Кроме него ещё двенадцать нижних чинов 4-го взвода, участвовавших в этом бою, были награждены Георгиевскими крестами IV степени (приказ по 2-й армии за № 1806 от 26 ноября 1914 года).
За легендарный бой у Пабьянице 21 ноября 1914 года к награждению орденом Святого Георгия IV-й степени был представлен командир 1-й автомобильной роты полковник Добржанский, который «…действиями своей части в критический момент боя отбросил шедшего в обход левого фланга 19-го армейского корпуса противника в значительных силах, чем дал возможность названному корпусу удержать свои позиции». Тем не менее награждение по неизвестной причине затянулось. За бои под Пултуском 7—10 июля 1915 года Добржанский был вновь приставлен к ордену Святого Георгия IV-й степени, но вместо него получил Георгиевское оружие. Вскоре за уничтожение опорного пункта германцев у деревни Бромерж полковника Добржанского приставили к чину генерал-майора, но заменили повышение мечами и бантами к уже имевшемуся у него ордену Святого Владимира IV-й степени. Были и другие замены. Орден и долгожданный чин генерал-майора он получит только в 1917 году уже после отречения императора.
Первый опыт боевых действий с участием бронеавтомобилей позволил выработать определённые тактические приёмы. 11 февраля 1915 года приказом Верховного Главнокомандующего № 7 была введена «Инструкция для боевого применения бронированных автомобилей». Согласно инструкции, при наступательных действиях и встречных столкновениях в задачи бронеавтомобилей входили «самое интенсивное огневое содействие наружным флангам наших войск, обстреливание противника, занимающего укреплённую позицию, для облегчения приближения к ней наших атакующих частей». Одной из главных задач в обороне было «обстреливание действительным огнём выдвинувшихся или отделившихся частей противника, с целью облегчить переход в наступление наших войск». А при преследовании «неотступное преследование своим огнём», «врезаться как в самые отступающие колонны противника, так и особенно между отступающими его частями, для обстреливания его фланга».
Слава о героических боях и победах 1-й автомобильной пулемётной роты полковника А. Н. Добржанского пронеслась по всей России. Успешные действия русских бронеавтомобилей на фронте отметил и император. 13 февраля 1915 года он записал в дневнике: 

От Ломжи до Прасныша идут успешные наступательные бои; наши войска забрали порядочно пленных германцев, орудий и пулемётов; очень помогли успеху автомобили с пушками и пулемётами!
В марте 1915 года 1-я автомобильная пулемётная рота пополнила свой состав четырьмя пушечными бронеавтомобилями Маннесман-Мулаг и Паккард. Одна из боевых машин (Паккард) была поименована «Капитан Гурдов», в честь погибшего к тому времени в районе деревни Добржанково, в ночном бою 13 февряля 1915 года, офицера Гурдова произведённого посмертно в чин капитана.
С марта 1916 года в 1-й автопулемётной роте служил штабс-капитан М. К. Левандовский, впоследствии — видный советский военный деятель, командарм 2-го ранга (1935).
В сентябре 1916 года 1-я автомобильная пулемётная рота, не выходившая до этого времени из боёв (кроме трёхмесячного перерыва, во время которого производился капитальный ремонт автомобилей), была переформирована в 1-й броневой дивизион. При этом ему было передано 33-е автомобильное пулемётное отделение, на вооружение которого поступили английские пулемётные бронеавтомобили Остин. До лета 1917 года 1-й броневой дивизион находился в Финляндии, прикрывая дислоцированные там Русские части от возможной высадки немецкого десанта, затем дивизион был переведён в Петроград. В октябре 1917 года, за несколько дней до революции, бронемашины 1-го бронедивизиона перебросили под Двинск (современный Даугавпилс, Латвия), где немецкое наступление развивалось особенно стремительно. После революции и дезорганизации армии, остатки экипажей 1-го бронедивизиона так и застряли в Двинске, где весной 1918 года «дождались» прихода немецких войск.

## Георгиевские кавалеры

### Орден Св. Георгия IV степени и Георгиевское оружие
- Гурдов Павел Васильевич, капитан, командир 4-го взвода 1-й автопулемётной роты, погиб в бою 12 февраля 1915 года — Высочайшие приказы от 6 апреля 1915 года (орден, посмертно) и 7 ноября 1915 года (оружие, посмертно)[6];
- Добржанский Александр Николаевич, полковник, командир 1-й автопулемётной роты и 1-го броневого автомобильного дивизиона — Высочайший приказ от 26 сентября 1916 года (оружие), приказ по Армии и Флоту от 4 марта 1917 года (орден)[6];
- Шулькевич Борис Ананьевич, капитан, командир взвода 1-й автопулемётной роты и 1-го броневого дивизиона — Высочайшие приказы от 18 сентября 1915 года (орден) и 26 сентября 1916 года (оружие)[6].

### Орден Св. Георгия IV степени
- Одишелидзе Александр Ильич, поручик 1-го броневого дивизиона — Высочайший приказ от 26 сентября 1916 года[7].

### Георгиевское оружие
- Дейбель Сергей Александрович, Высочайший приказ от 7 ноября 1915 года — за отличие в 1-й автомобильно-пулемётной роте.